# 什邡市
什邡市（しゅうほう-し）は中華人民共和国四川省徳陽市に位置する県級市。

## 地理
什邡は成都平原北西部、成都市から約50kmに位置している。

## 行政区画
- 街道:方亭街道、雍城街道
- 鎮:洛水鎮、禾豊鎮、馬祖鎮、馬井鎮、鎣華鎮、南泉鎮、湔氐鎮、師古鎮

## 教育
- 北京師範大学什邡附属外国語学校

## 名所・旧跡・観光スポット
- 羅漢寺 (什邡市)（中国語版）

## 交通
鉄道
- 広岳線（中国語版）（什邡駅（中国語版））

道路
省道
- 105省道
- 106省道

## 健康・医療・衛生
- 什邡市人民医院
- 什邡市第四人民医院
- 什邡市馬祖鎮衛生院
- 什邡市皮膚病防治医院
- 什邡市眼科医院